# Clarksville (Iowa)
Clarksville es una ciudad situada en el condado de Butler, en el estado de Iowa, Estados Unidos. Según el censo de 2010 tenía una población de 1.439 habitantes.

## Geografía
Según la Oficina del Censo de los Estados Unidos, la localidad tiene un área total de 3,55 km², de los cuales 3,45 km² corresponden a tierra firme y el restante 0,1 km² a agua, que representa el 2,82% de la superficie total de la localidad.

## Demografía
Según el censo de 2010, había 1.439 personas residiendo en la localidad. La densidad de población era de 405,35 hab./km². Había 619 viviendas con una densidad media de 174,37 viviendas/km². El 97,98% de los habitantes eran blancos, el 0,14% afroamericanos, el 0,21% amerindios, el 0,42% asiáticos, el 0,07% isleños del Pacífico, el 0,07% de otras razas, y el 1,11% pertenecía a dos o más razas. El 1,18% de la población eran hispanos o latinos de cualquier raza.